# Motorola 68012
A Motorola 68012 (MC68012) egy 68010-kompatibilis mikroprocesszor, megnövelt címbusszal és virtuális memória támogatással. 1982–1984 között jelent meg.
A 68012 processzor címbuszát 31 bitre növelték, ezáltal 2 GiB memória címzésére képes. 
Rendelkezik egy – a 68010-esből még hiányzó – RMC (Read-Modify-write Cycle) vezérlőkimenettel / lábbal, ami a busz lezárására használható; a multiprocesszoros használatot és a virtuális memóriakezelést támogatja.
Összes többi jellemzőjében – virtuális memória támogatás, 16 bites adatbusz, utasításkészlet – megegyezik a 68010 CPU-val.
A 68012 nem láb-kompatibilis a 68010-essel; az MC68012 84 kivezetéses PGA tokozással készült (a nagyobb kivezetésszám a szélesebb címbusz miatt szükséges). 8, 10 és 12.5 MHz órajelű változatokban jelent meg.

## Jellemzők
A 68010-essel közös jellemzők:
- 17 db 32 bites adat- és címregiszter
- 16 MiB közvetlen címtartomány
- virtuális memória / virtuális gép támogatás
- 57 utasítástípus
- hatékony ciklikus utasítások (loop mód, adamozgató és -kezelő utasításoknál)
- műveletek öt alapvető adattípuson
- memóriába leképezett I/O

A 68012-es kiegészítő jellemzői:
- 14 címzési mód
- közvetlenül címezhető memóriaterület: 2 GiB (31 bites címbusz)
- RMC vezérlőkimenet a Read-Modify-Write Cycle (írás-olvasás-módosítás ciklus) azonosítására

A memóriaterület növelése gondokat okozott azokban a programokban, ahol belsőleg a címek legfelső bájtját adattárolásra használták – ez a programozási trükk működött a 24 bites címzést ill. címbuszt használó 68000 és 68010 processzoroknál. (Ugyanez a probléma érintette a 32 bites címbusszal rendelkező 68020-ast is).

## Felhasználás
Az MC68012-t az Alliant FX/8 számítógépben használták "interaktív processzor" szerepében. Egy FX/8 max. 12 db 68012 processzort tartalmazhatott.